# Cimoxanil
A cimoxanil szisztematikus hatású gombaölő szer a Peronosporales(en) rendbe tartozó kórokozók ellen, pl. peronoszpóra, Phytophthora(en), Plasmopara(en). Sokféle növényi kultúrában használják: szőlő, komló, uborka, burgonya, paradicsom, borsó csávázása.
Hiperszenzitív reakciót indukál a kórokózóban, ami megállítja a fertőzést, és gátolja a spóraszóródást. Hatásmódja még kevéssé ismert.
A cimoxanil 2019. augusztus 1-ig volt engedélyezett az EU-ban.

## Készítmények
A készítmények a cimoxanilt más szerekkel kombinálják.
- Axidor[3]
- Besiege
- Curzate[4]
- Eclair[5]
- Kupfer Fusilan WG[6]
- Lieto[7]
- Matilda WG
- Mixanil
- Moltovin[8]
- Option
- PROFILUX[9]
- Proxanil 450 SC[10]
- Tanos[11]
- Wakil XL
- Zetanil R